# Londoni dugódíj

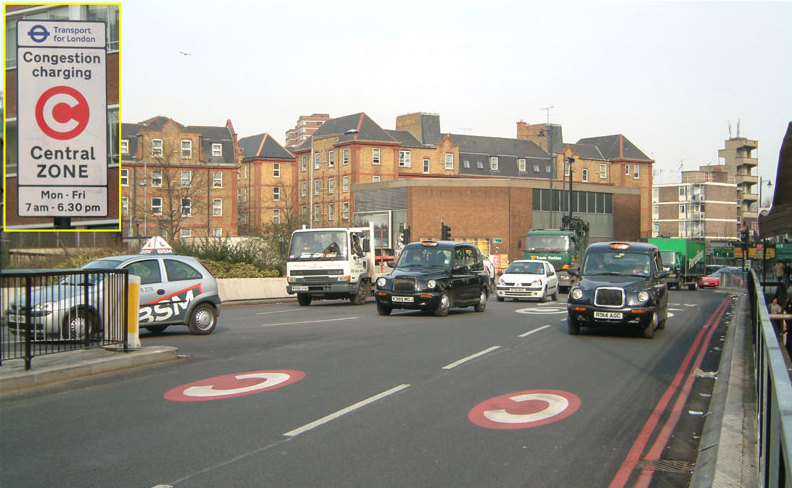
Díjfizető zóna jelzése az Old Streeten

A londoni dugódíj (angolul: London congestion charge) egy ún. Pigou-adó, egy olyan útdíj, amelyet a London kijelölt területére behajtó gépjárművek után kell megfizetni. Fő céljai a forgalmi torlódások csökkentése, illetve forrásgenerálás a londoni közlekedési rendszer fejlesztéséhez. A rendszer 2003. február 17-én indult el London belvárosában, majd 2007. február 19-én nyugati irányban kiterjesztették. Bár nem ez az első városi útdíj az Egyesült Királyságban, bevezetésekor a legnagyobb volt, és ma is a világ legkiterjedtebb rendszerei közé tartozik. Világszerte számos város hivatkozik rá, amikor saját hasonló rendszerét tervezi. Minden nap 11,5 fontot kell fizetni minden díjköteles jármű után, amely reggel 7 és este 6 között behajt a zónába vagy azon belül közlekedik; a nemfizetés büntetést von maga után.
A rendszerért felelős szervezet a londoni közlekedési társaság (Transport for London, TfL), a rendszer üzemeltetését szerződéses partnerként a Capita Group végzi. A rendszer alapvetően automatikusan működik, CCTV kamerák és automatikus rendszámfelismerés (ANPR - Automatic Number Plate Recognition) segítségével.
A dugódíj vitatott eszköz; hatásai a forgalom mellett az üzleti tevékenységre és a helyi környezeti állapotra is kiterjednek. A rendszer bevétele elmaradt a várttól. Politikai vitákat is generál és a londoni polgármester-választások egyik témája.

## A díjfizető zóna
2007. február 19. óta a díjfizető zóna határa – a Vauxhall Bridgetől indulva, az óramutató járása szerint – a Temze északi partján halad a Grosvenor Road, Chelsea Embankment, Cheyne Walk útvonalon. Innen északnak fordul a Kensington és Earl's Court egyirányú övezetek keleti határa (A3220) mentén, majd a Holland Road és a West Cross Route vonalán folytatódik az A40 Westwayig. Ezután magába foglalja Észak-Kensington egy részét, ahol a zónahatárt a West London Line vasútvonal pályája jelöli ki. Innen a Great Western Main Line, majd a Grand Union Canal vonalát követi, hogy végül Paddingtont érintve a Bishop's Bridge Road, Eastbourne Terrace, Praed Street, Sussex Gardens vonalon az Edgware Roadnál csatlakozzon az eredeti zónához.

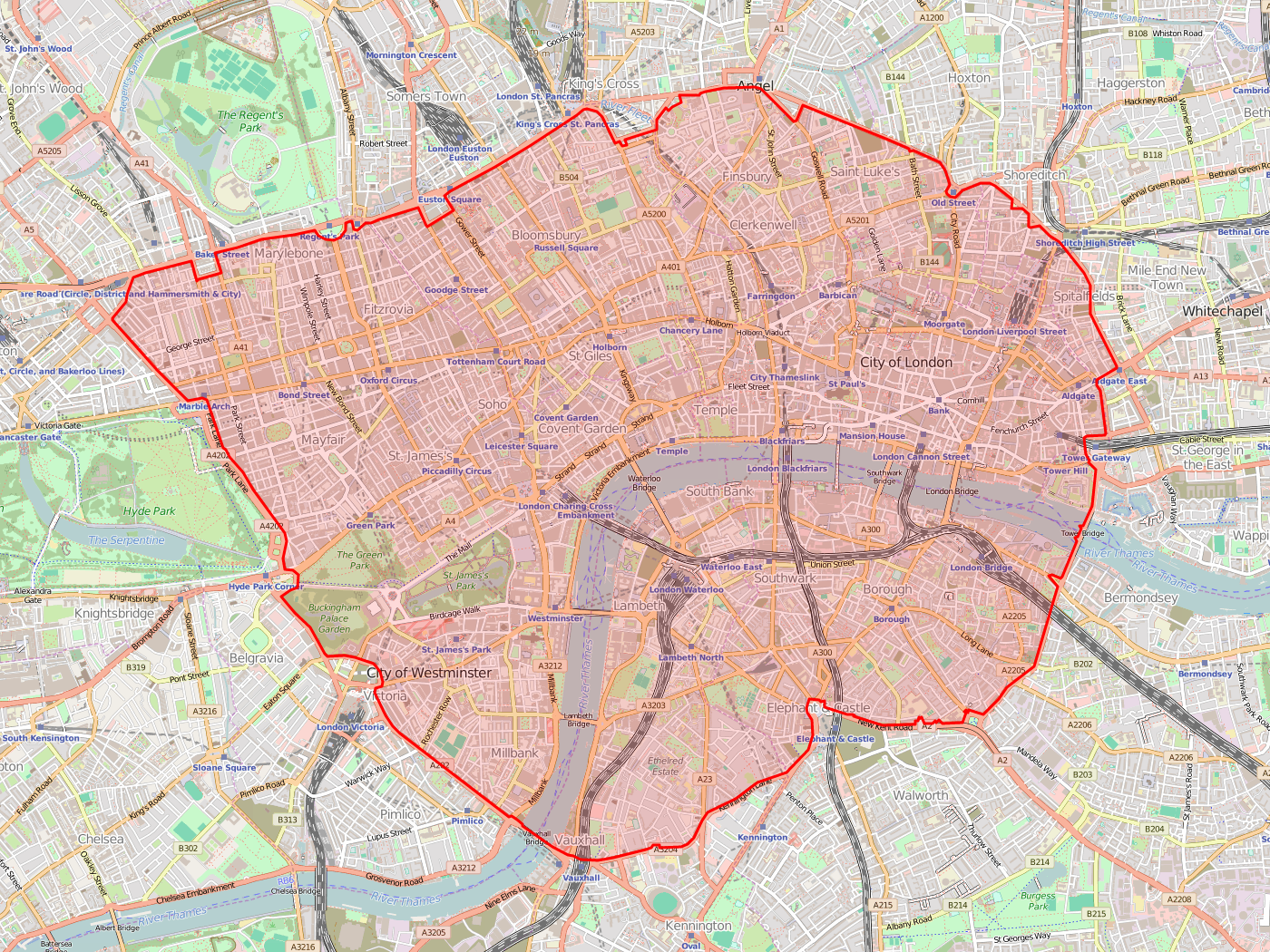
Az eredeti zóna

Az eredeti, 2003. február 17-én bevezetett zónahatár – a fenti vonalat folytatva – a Marylebone Road, Euston Road, Pentonville Road, City Road, Old Street, Commercial Street, Mansell Street, Tower Bridge Road, New Kent Road, Elephant and Castle vonalat követte. Innen a Temze északi partján a Vauxhall Bridge Road, Park Lane, Edgware vonalon zárult be; a nyugati irányú kiterjesztést követően ez egy ingyenes tranzitútvonalként osztja két részre a zónát. A másik ingyenes tranzitútvonal a Westway.
A zóna magában foglalja a londoni Cityt – a pénzügyi negyedet –, valamint a West Endet, a város legfontosabb kereskedelmi és szórakoztató negyedét. Az eredeti zóna területén mintegy 136 000 ember él, ezzel együtt a terület sokkal inkább kereskedelmi, mint lakóövezeti jellegű, és jelentős ipari tevékenység sem folyik itt. A zóna határára közúti jelzőtáblákkal és burkolati jelekkel hívják fel a figyelmet.

## Díjfizetés

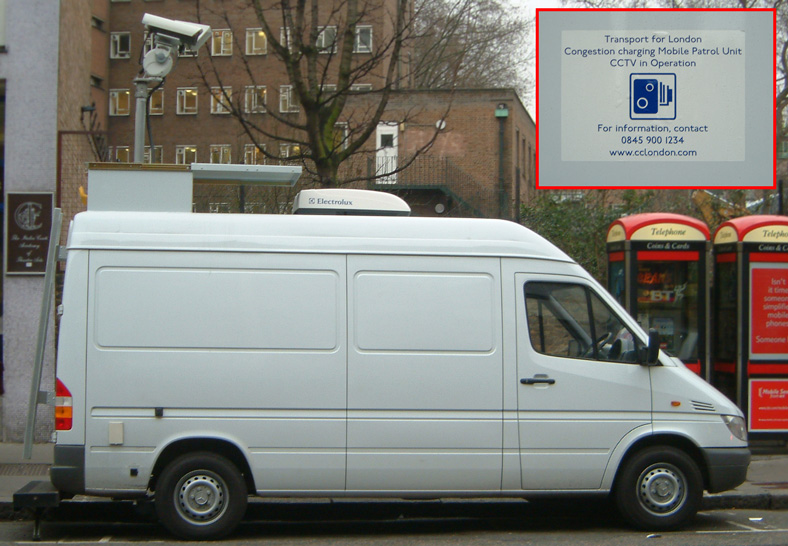
Mobil ellenőrző egység

A jelenlegi behajtási díj napi 11,5 font, a flottaként regisztrált autók után 10,5 font. Minden jármű után fizetni kell, amely nem tartozik a kivételek közé, és munkanapokon reggel 7 és este 6 között a zónahatáron belül közúton tartózkodik. A hétvégéken, munkaszüneti napokon és a karácsony és újév közötti időszakban nem kell fizetni. A díjakat egy honlapon keresztül, sms-ben, PayPointtal felszerelt boltokban, telefonon, automatáknál és postán is be lehet fizetni. A díjat a behajtás másnapján is be lehet fizetni, de ekkor már 14 font az összege.
Egyes járművek kivételt képeznek a díjfizetés alól. A következők tartoznak ide: kétkerekű motorkerékpárok (oldalkocsival is), robogók, kerékpárok; regisztrált taxik; mentők, tűzoltók; az NHS útadó alól mentesülő járművei; a mozgássérültek útadó alól mentesülő járművei; az útadó alól mentesülő, több mozgássérültet kiszolgáló járművek (például Dial-a-Ride); valamint a megfelelő adóosztályba tartozó, legalább 9 fős befogadóképességű közösségi közlekedési járművek. Ezeken felül - regisztráció után - 100% kedvezményt kapnak bizonyos szervezetek járművei (például karbantartó járművek, fegyveres erők, parti őrség stb.).

## Üzemeltetés és technológia
Míg a rendszerért a Transport for London felelős, az üzemeltetést külső vállalkozásnak szerződték ki. A rendszer bevezetésétől kezdve a Capita Group felel a napi működésért, egy öt évre szóló, 230 millió fontos szerződés keretében. Bár a kezdeti nehézségek miatt Livingstone a szerződés felbontásával fenyegette meg a céget, két évvel később a szerződés 2009 februárjáig való meghosszabbítása mellett döntöttek, beleértve a kibővített zóna üzemeltetését is. A 2009 utáni  ötéves  időszakra kiírt pályázaton viszont a Capita elvesztette az üzemeltetés jogát az IBM-mel szemben, amely a Low Emission Zone üzemeltetését is elnyerte 2009 novemberétől kezdődően.